# Шляховская, Ольга Владимировна
Ольга Владимировна Шляховская (укр. Шляховська Ольга Володимирівна; род. 8 октября 1984 года) - украинская пловчиха в ластах.

## Карьера
Тренируется в Киеве у своей матери - Шляховской Аллы Арнольдовны с спортивном клубе Вооруженных сил Украины. Младший сержант контрактной службы. Спортсмен-инструктор клуба.
Является чемпионкой мира, Европы, Украины. Многократный призёр чемпионатов мира, Европы, Украины. Трёхкратный призёр Всемирных игр.
В 2013 году удостоена почётного звания Заслуженный мастер спорта Украины .